# 중교로
중교로(Junggyo-ro)는 대전광역시 중구 대흥동 성모오거리에서 동구 중앙동 중앙시장삼거리 를 잇는 도로이다.

## 주요 경유지
대전광역시
- 중구 (대흥동) - 동구 (중앙동)

## 노선
| 이름               | 접속 노선 | 소재지     | 소재지 | 소재지                 | 비고 |
| ------------------ | --------- | ---------- | ------ | ---------------------- | ---- |
| 성모오거리         | 대흥로    | 대전광역시 | 중구   | 대흥동                 |      |
| 중구보건지소네거리 | 보문로    | 대전광역시 | 중구   | 대흥동                 |      |
| 으능정이네거리     | 대종로    | 대전광역시 | 중구   | 대흥동                 |      |
| 중교               |           | 대전광역시 | 중구   | 대흥동                 |      |
|                    | 동구      | 대전광역시 | 중앙동 |                        |      |
| 중앙시장삼거리     | 동구      | 대전광역시 | 중앙동 | 국도 제17호선 (대전로) |      |

## 주요 건물 및 시설
- 메가MGC커피 대전성모오거리점 (중교로 6/대흥동 508-13)
- GS25 대흥나이스점 (중교로 9/대흥동 504-7)
- GS25 대흥본점 (중교로 30/대흥동 452-107)
- CU 대전대흥점 (중교로 43/대흥동 314-4)
- 대전평생학습관 (중교로 56/대흥동 418-1)